# Rekowo (jezioro)
Rekowo (kaszb. Jezoro Rekòwò) – jezioro rynnowe na Pojezierzu Kaszubskim w powiecie kartuskim (województwo pomorskie). Rekowo położone jest na obszarze Kaszubskiego Parku Krajobrazowego. Przy wschodniej linii brzegowej jeziora znajduje się kompleks leśny otaczający pobliską Górę Biskupią (223,2 m n.p.m.) jest najbardziej na wschód od Chmielna położonym jeziorem chmieleńskim. Jezioro leży na alternatywnej odnodze szlaku wodnego "Kółko Raduńskie".
Ogólna powierzchnia: 49,6 ha, długość: 1,75 km, szerokość: 0,55 km maksymalna głębokość: 11,8 m.
Do 1919 właścicielem jeziora i gospodarstwa rolnego w pobliżu był Maks Pintus, kupiec, skarbnik w kartuskim oddziale Kaszubskiego Towarzystwa Ludoznawczego, ojciec Else Pintus. Po jego śmierci dzierżawę jeziora przekazano Józefowi i Klementynie Stenclom, co istostnie wpłynęło na wzrost ich zamożności.